# Jishou
 Jishou (en chino, 吉首; pinyin, Jíshǒu ; en tujia , Jiersouv) es un municipio   bajo la administración directa de la Prefectura Xiangxi en la Provincia de Hubei, República Popular China.  Su área es de 106 km² y su población total para 2015 superó los 300 mil habitantes..

## Administración
Desde julio de 2023, el Municipio Jishou se divide en 12 pueblos que se administran en 6 subdistritos,  5 poblados y 1 villa.

## Toponimia
La forma Jishou proviene de la transliteración Jib Soud 
/tɕi35 sou44/ que en el dialecto miao occidental significa "lugar para nacer y crecer".

## Historia
En el año 1070 se establece el Poblado Xizhai (溪砦), en el año 1397 se han construido mil viviendas entre civiles y militares. Durante la dinastía Qing para el año 1704, el emperador Kangxi suprime la administración y crea el Salón Ganzhou (乾州厅).  En el primer año de la República de China (1912), se estableció el Condado Gan (乾县), pero debido a que tenía el mismo nombre de un condado en Shaanxi se decidió en 1913 añadirle el carácter Cheng (城 "ciudad/urbe") , quedando Condado Gancheng (乾城县). En 1952, el Condado Gancheng pasó a llamarse Jishou un topónimo de origen miao. El cambio de nombre fue parte de una política para reconocer las minorías étnicas tras la fundación de la República Popular China.

## Geografía
El área total es de 1062.33 kilómetros cuadrados midiendo 37 km norte-sur y 60 oeste-este. En 2018, el área urbana urbanizada de la ciudad de Jishou es de 38 kilómetros cuadrados. Jishou se encuentra en el interior de la montaña Wuling (武陵山), las montañas ocupan el 80% del área total.

## Clima
La ciudad de Jishou tiene un clima húmedo monzónico subtropical con cuatro estaciones distintas, invierno cálido y verano fresco, mientras la primavera y el otoño son templados. La temperatura media anual es de 17,3 °C. El mes más caluroso es julio con 29.2 °C, mientras el mes más frío es enero con  5.2 °C. Llueve en promedio 131 días y la precipitación es de 1446.8 mm. Las horas de sol anuales son 1429.6 horas, y el período libre de heladas son de 326 días. 
| Parámetros climáticos promedio de Jishou (1981−2010) | Parámetros climáticos promedio de Jishou (1981−2010) | Parámetros climáticos promedio de Jishou (1981−2010) | Parámetros climáticos promedio de Jishou (1981−2010) | Parámetros climáticos promedio de Jishou (1981−2010) | Parámetros climáticos promedio de Jishou (1981−2010) | Parámetros climáticos promedio de Jishou (1981−2010) | Parámetros climáticos promedio de Jishou (1981−2010) | Parámetros climáticos promedio de Jishou (1981−2010) | Parámetros climáticos promedio de Jishou (1981−2010) | Parámetros climáticos promedio de Jishou (1981−2010) | Parámetros climáticos promedio de Jishou (1981−2010) | Parámetros climáticos promedio de Jishou (1981−2010) | Parámetros climáticos promedio de Jishou (1981−2010) |
| Mes                                                  | Ene.                                                 | Feb.                                                 | Mar.                                                 | Abr.                                                 | May.                                                 | Jun.                                                 | Jul.                                                 | Ago.                                                 | Sep.                                                 | Oct.                                                 | Nov.                                                 | Dic.                                                 | Anual                                                |
| ---------------------------------------------------- | ---------------------------------------------------- | ---------------------------------------------------- | ---------------------------------------------------- | ---------------------------------------------------- | ---------------------------------------------------- | ---------------------------------------------------- | ---------------------------------------------------- | ---------------------------------------------------- | ---------------------------------------------------- | ---------------------------------------------------- | ---------------------------------------------------- | ---------------------------------------------------- | ---------------------------------------------------- |
| Temp. máx. abs. (°C)                                 | 23.0                                                 | 29.5                                                 | 32.5                                                 | 35.5                                                 | 36.2                                                 | 37.5                                                 | 39.6                                                 | 39.5                                                 | 38.2                                                 | 35.1                                                 | 32.4                                                 | 23.9                                                 | '                                                    |
| Temp. máx. media (°C)                                | 9.1                                                  | 11.2                                                 | 15.7                                                 | 22.1                                                 | 26.6                                                 | 29.6                                                 | 32.6                                                 | 32.6                                                 | 28.8                                                 | 22.6                                                 | 17.5                                                 | 12.1                                                 | 21.7                                                 |
| Temp. media (°C)                                     | 5.3                                                  | 7.3                                                  | 11.1                                                 | 16.9                                                 | 21.4                                                 | 24.8                                                 | 27.5                                                 | 27.2                                                 | 23.4                                                 | 17.8                                                 | 12.6                                                 | 7.5                                                  | 16.9                                                 |
| Temp. mín. media (°C)                                | 2.9                                                  | 4.7                                                  | 8.0                                                  | 13.4                                                 | 17.8                                                 | 21.5                                                 | 23.9                                                 | 23.5                                                 | 19.8                                                 | 14.8                                                 | 9.5                                                  | 4.6                                                  | 13.7                                                 |
| Temp. mín. abs. (°C)                                 | -4.1                                                 | -3.7                                                 | -0.7                                                 | 3.1                                                  | 8.1                                                  | 13.0                                                 | 16.9                                                 | 16.1                                                 | 12.5                                                 | 4.2                                                  | -1.4                                                 | -3.9                                                 | '                                                    |
| Precipitación total (mm)                             | 45.5                                                 | 54.8                                                 | 77.9                                                 | 147.4                                                | 201.5                                                | 215.1                                                | 222.2                                                | 129.1                                                | 71.7                                                 | 100.3                                                | 65.7                                                 | 33.3                                                 | 1364.5                                               |
| Humedad relativa (%)                                 | 79                                                   | 78                                                   | 79                                                   | 80                                                   | 81                                                   | 82                                                   | 80                                                   | 79                                                   | 78                                                   | 81                                                   | 79                                                   | 76                                                   | 79.3                                                 |
| Fuente: China Meteorological Data Service Center     |                                                      |                                                      |                                                      |                                                      |                                                      |                                                      |                                                      |                                                      |                                                      |                                                      |                                                      |                                                      |                                                      |